# J-rock
Japansk rock, även kallad J-rock eller Jrock, är rockmusik från Japan. I likhet med J-pop rör det sig alltså om inhemska japanska musikgrupper som spelar västerländskt influerad musik.

## Historik
Den tidiga utvecklingen av J-rock går framför allt tillbaka på psykedelisk rock under mitten och slutet av 1960-talet, då japanska grupper hämtade inspiration från brittiska och amerikanska grupper inom genren.
Under 1970-talet tillkom folkrock-grupper och radikal progressiv rock. Från slutet av 1980-talet utvecklades Visual Kei-estetiken från bl.a. J-rockgrupper.

## Underkategorier
- Angura kei
- Oshare Kei
- Visual Kei
- Nagura Kei